# Igor Pugaci
Igor Pugaci (Dubăsari, 5 gennaio 1975) è un ex ciclista su strada moldavo.

## Palmarès

### Strada
- 1998 (G.S. Resine Ragnoli, quattro vittorie)

Cronoscalata Gardone Val Trompia-Prati di Caregno
Classifica generale Giro del Veneto e delle Dolomiti
3ª tappa Giro della Valle d'Aosta (Saint-Vincent > Torgnon)
Classifica generale Giro della Valle d'Aosta
- 1999 (Saeco-Cannondale, due vittorie)

Campionati moldavi, Prova in linea Elite
Campionati moldavi, Prova a cronometro Elite
- 2000 (Saeco-Valli & Valli, una vittoria)

Campionati moldavi, Prova a cronometro Elite
- 2001 (Saeco, una vittoria)

Campionati moldavi, Prova a cronometro Elite
- 2006

3ª tappa Presidential Cycling Tour of Turkey (Bodrum > Marmaris)

## Piazzamenti

### Grandi Giri
- Giro d'Italia

2002: 40º
2004: 69º
- Vuelta a España

1999: 115º
2000: 42º
2001: 70º
2003: 147º

### Classiche monumento
- Milano-Sanremo

2002: ritirato
2004: 177º
- Liegi-Bastogne-Liegi

1999: ritirato
2000: 55º
2001: 99º
- Giro di Lombardia

1999: 29º
2000: 41º
2001: ritirato
2003: 62º
2004: 30º

### Competizioni mondiali
- Campionati del mondo

Perth 1993 - In linea Juniores: 34º
Duitama 1995 - In linea Dilettanti: 37º
Lugano 1996 - Cronometro Under-23: 28º
Lugano 1996 - In linea Under-23: 30º
San Sebastián 1997 - In linea Under-23: 11º
Plouay 2000 - In linea Elite: 48º
Lisbona 2001 - In linea Elite: 72º
Zolder 2002 - In linea Elite: 113º
Hamilton 2003 - Cronometro Elite: 28º
Hamilton 2003 - In linea Elite: ritirato
Verona 2004 - In linea Elite: 48º
Stoccarda 2007 - Cronometro Elite: 66º
- Giochi olimpici

Atlanta 1996 - In linea: ritirato
Atene 2004 - In linea: 66º

### Competizioni europee
- Campionati europei

Isola di Man 1996 - In linea Under-23: 42°